# Ek Ladki Ko Dekha Toh Aisa Laga
Ek Ladki Ko Dekha Toh Aisa Laga (en español: Cómo me sentí cuando vi a esa chica) es una película de comedia dramática romántica sobre la mayoría de edad de 2019 dirigida por Shelly Chopra Dhar en hindi.  

## Contexto
El guion fue escrito por Dhar y Gazal Dhaliwal, con la historia inspirada en la novela de 1919 Una damisela en apuros de P. G. Wodehouse. Está protagonizada por Anil Kapoor, Sonam Kapoor, Rajkummar Rao y Juhi Chawla, y cuenta con Regina Cassandra, Abhishek Duhan, Madhumalti Kapoor, Seema Pahwa, Brijendra Kala, Alka Kaushal y Kanwaljit Singh en papeles secundarios. Akshay Oberoi hace una aparición especial en la película. La película cuenta la historia de Sweety Chaudhary, una lesbiana no declarada, y sus intentos de salir del armario ante su conservadora y tradicional familia punjabi. 
La película fue la primera colaboración entre padre e hija en la vida real, Anil Kapoor y Sonam Kapoor y marcó el debut cinematográfico hindi de Regina Cassandra. Fue lanzada en todo el mundo el 1 de febrero de 2019. El guion fue seleccionado por la Academia de Artes y Ciencias Cinematográficas para la Colección Principal de su biblioteca.

## Producción
La fotografía principal comenzó en Patiala el 29 de enero de 2018. Inicialmente, Anil Kapoor comenzó a filmar y Sonam Kapoor se unió a la producción poco después. Fue producida por Vidhu Vinod Chopra bajo el lema de Vinod Chopra Films.
El título de la película se deriva de una canción con un nombre similar de la película de 1994 1942: A Love Story, protagonizada también por Anil Kapoor. Ek Ladki Ko Dekha Toh Aisa Laga marca el reencuentro, después de 11 años, de Anil Kapoor y Juhi Chawla, una de las parejas cinematográficas más populares de la India.[cita requerida]
Ek Ladki Ko Dekha Toh Aisa Laga se estrenó el 1 de febrero de 2019 en 1.500 pantallas en el circuito nacional. La película es distribuyó por Fox Star Studios, y recibió una certificación 12A de la Agencia Británica de Clasificación de Películas.
Ek Ladki Ko Dekha Toh Aisa Laga recaudó 2,90 millones de rupias el primer día de lanzamiento. La primera semana ganó 17,19 millones de rupias en el circuito nacional. La película recaudó 26 millones de rupias en el mercado nacional y 13,86 millones de rupias en el mercado extranjero, para una recaudación mundial combinada de 39,86 millones de rupias. Box Office Mojo reportó un total bruto US$3,3 million (est.) en todo el mundo al 24 de febrero de 2019.
La película se ofreció como VOD en Netflix el 2 de abril de 2019.
La música de la película fue compuesta por Rochak Kohli, mientras que la música de la canción principal fue escrita originalmente por Rahul Dev Burman para la película 1942: A Love Story, y la letra reescrita por Gurpreet Saini. El álbum de la banda sonora fue lanzado por Saregama el 8 de enero de 2019.